# Giải César
Giải César là một giải thưởng điện ảnh quốc gia của Pháp. Giải thưởng có tên gọi cũ là Nuit des César và lần đầu tổ chức vào năm 1976. Các đề cử được lựa chọn bởi những thành viên của 12 hạng mục – những nhà làm phim chuyên nghiệp và được hỗ trợ bởi Bộ Văn hóa Pháp. Lễ trao giải lên sóng truyền hình trên toàn nước Pháp và được tổ chức tại Nhà hát Châtelet hàng năm vào tháng 2. Viện Hàn lâm Kỹ thuật và Nghệ thuật Điện ảnh – tổ chức ra đời vào năm 1975 là đơn vị đưa ra sáng kiến tổ chức giải.
Giải César được coi là giải thưởng điện ảnh danh giá nhất tại Pháp, tương đương với giải Molière cho lĩnh vực kịch nghệ và Victoires de la Musique cho mảng âm nhạc. Trong điện ảnh, giải thưởng còn được ví như giải Oscar của Pháp. Nhà sáng lập của giải thưởng là Georges Cravenne – người đồng sáng lập giải Molière cho kịch nghệ. Tên của giải thưởng đặt theo tên của nhà điêu khắc César Baldaccini.

## Lịch sử
Năm 1975, Georges Cravenne lập ra Hàn lâm viện Nghệ thuật và Kỹ thuật điện ảnh (Académie des arts et techniques du cinéma) nhằm tưởng thưởng cho các thành tựu nghệ thuật đáng chú ý trong ngành điện ảnh, để có một giải của Pháp tương đương với giải Oscar của Hoa Kỳ.
Ngày 3.4.1976, giải César được diễn ra lần đầu dưới sự chủ tọa của Jean Gabin. Tên giải được đặt theo tên nhà điêu khắc người Pháp César Baldaccini, người làm ra tượng nhỏ dùng làm phần thưởng trao cho các người thắng giải của mỗi thể loại. Ngoài ra cũng để tỏ lòng kính trọng gián tiếp tới Raimu, một nam diễn viên lớn không thể quên, người đã diễn xuất trong phim bộ ba của Pagnol: Marius, Fanny và César, trong vai nhân vật César.
Trước đó, từ năm 1934 tới 1986, đã có Grand prix du cinéma français (Giải thưởng lớn của điện ảnh Pháp), thưởng cho một phim duy nhất mỗi năm; và trên thực tế đã bị "Giải César" truất phế từ năm 1975. Trong thập niên 1950 cũng có giải Victoires du Cinéma français (Chiến thắng của điện ảnh Pháp) được trao hàng năm vào tháng 6; nhưng giải này không được quần chúng hâm mộ và trước năm 1960 đã biến mất. 
Ban đầu, giải có 13 thể loại, ngày nay gồm 20 thể loại, với sự xuất hiện của "Giải cho các triển vọng xuất sắc" và "Giải cho phim tài liệu" từ năm 2007. Giải César cho tờ quảng cáo và cho nhà sản xuất đã không còn nữa.
Các cuộc bỏ phiếu bầu chọn trong giải César diễn ra 2 vòng: vòng đầu bầu ra các phim hoặc người được đề cử (5 hoặc 3 tùy theo thể loại), vòng sau bầu chọn phim hay người thắng giải.
Lễ trao giải diễn ra tại rạp Théâtre du Châtelet ở Paris trong tháng Hai. Lễ trao giải César lần thứ 34 diễn ra ngày 27.2.2009 với sự giới thiệu của Antoine de Caunes.

## Các loại giải
- Phim
  - Giải César cho phim hay nhất
  - Giải César cho phim đầu tay hay nhất từ 2006 (trước đó là Giải César cho tác phẩm đầu tay hay nhất từ 1976 tới 1999 và Giải César cho tác phẩm hư cấu đầu tay hay nhất từ 2000 tới 2005)
  - Giải César cho phim nước ngoài hay nhất
  - Giải César cho phim tài liệu hay nhất
  - Giải César cho phim của Liên hiệp châu Âu hay nhất (từ 2003, ngừng trao từ năm 2006)
- Đạo diễn
  - Giải César cho đạo diễn xuất sắc nhất
- Kịch bản
  - Giải César cho kịch bản gốc hoặc chuyển thể:
- Từ năm 2006, giải này chia thành hai loại: 
  - Giải César cho kịch bản gốc hay nhất
  - Giải César cho kịch bản chuyển thể hay nhất
- Diễn xuất
  - Giải César cho nam diễn viên chính xuất sắc nhất
  - Giải César cho nữ diễn viên chính xuất sắc nhất
  - Giải César cho nam diễn viên phụ xuất sắc nhất
  - Giải César cho nữ diễn viên phụ xuất sắc nhất
  - Giải César cho nam diễn viên triển vọng
  - Giải César cho nữ diễn viên triển vọng
- Kỹ thuật
  - Giải César cho thiết kế trang phục
  - Giải César cho dàn cảnh
  - Giải César cho biên tập
  - Giải César cho quay phim xuất sắc nhất
  - Giải César cho âm thanh
- Phim ngắn
  - Giải César cho phim ngắn hay nhất
- Âm nhạc
  - Giải César cho nhạc phim hay nhất
- Danh dự
  - Giải César danh dự
- Các giải khác
  - César cho tờ quảng cáo
  - Giải César cho phim hoạt hình ngắn hay nhất
  - Giải César cho phim ngắn hư cấu hay nhất
  - Giải César cho phim tài liệu ngắn hay nhất
  - Giải César cho nhà sản xuất

## Các kỷ lục

### Phim
Chỉ có 1 phim duy nhất đã đoạt 5 giải César chủ yếu (Phim hay nhất, Đạo diễn xuất sắc nhất, Nam diễn viên chính xuất sắc nhất, Nữ diễn viên chính xuất sắc nhất và Kịch bản hay nhất), đó là phim Le Dernier Métro của François Truffaut năm 1981.
Dưới đây là danh sách các phim đoạt nhiều giải từ khi lập giải César năm 1975:
- 10 giải César
  - Le Dernier Métro (năm 1981): phim hay nhất, đạo diễn xuất sắc nhất (François Truffaut), nam diễn viên chính xuất sắc nhất (Gérard Depardieu), nữ diễn viên chính xuất sắc nhất (Catherine Deneuve), kịch bản hay nhất (François Truffaut & Suzanne Schiffman), nhạc phim hay nhất (Georges Delerue), biên tập (Martine Barraqué-Currie), âm thanh (Michel Laurent), dàn cảnh (Jean-Pierre Kohut-Svelko) và quay phim (Nestor Almendros). Phim này được 12 đề cử.
  - Cyrano de Bergerac (năm 1991): phim hay nhất, đạo diễn xuất sắc nhất (Jean-Paul Rappeneau), nam diễn viên chính xuất sắc nhất (Gérard Depardieu), nam diễn viên phụ xuất sắc nhất (Jacques Weber), quay phim (Pierre Lhomme), âm thanh (Pierre Gamet & Dominique Hennequin), dàn cảnh (Ezio Frigerio), thiết kế trang phục (Franca Squarciapino), biên tập (Noëlle Boisson) và nhạc trong phim hay nhất (Jean-Claude Petit). Phim này có 13 đề cử.
- 8 giải César
  - De battre mon cœur s'est arrêté (năm 2006): phim hay nhất, đạo diễn xuất sắc nhất (Jacques Audiard), nam diễn viên phụ xuất sắc nhất (Niels Arestrup), nữ diễn viên triển vọng (Linh-Dan Pham), nhạc phim hay nhất (Alexandre Desplat), kịch bản chuyển thể hay nhất (Jacques Audiard & Tonino Benacquista), quay phim (Stéphane Fontaine) và biên tập (Juliette Welfling). Phim này được 10 đề cử.
- 7 giải César
  - Providence (năm 1978): phim hay nhất, đạo diễn xuất sắc nhất (Alain Resnais), kịch bản hay nhất (David Mercer), nhạc phim hay nhất (Miklos Rosza), dàn cảnh (Jacques Saulnier), biên tập (Albert Jurgenson) và âm thanh (René Magnol & Jacques Maumont).
  - Au revoir les enfants (năm 1988): phim hay nhất, đạo diễn xuất sắc nhất (Louis Malle), kịch bản hay nhất (Louis Malle), quay phim (Renato Berta), âm thanh (Jean-Claude Laureux & Claude Villand), dàn cảnh (Willy Holt) và biên tập (Emmanuelle Castro).
  - Tous les matins du monde (năm 1992): phim hay nhất, đạo diễn xuất sắc nhất (Alain Corneau), nữ diễn viên phụ (Anne Brochet), quay phim (Yves Angelo), âm thanh (Pierre Gamet, Gérard Lamps, Anne Le Campion & Pierre Verany), nhạc phim hay nhất (Jordi Savall) và thiết kế trang phục (Corinne Jorry).
  - On connaît la chanson (năm 1998): phim hay nhất, kịch bản hay nhất (Agnès Jaoui & Jean-Pierre Bacri), nam diễn viên chính (André Dussolier), nam diễn viên phụ (Jean-Pierre Bacri), nữ diễn viên phụ (Agnès Jaoui), biên tập (Hervé de Luze) và âm thanh (Pierre Lenoir & Jean-Pierre Laforce).
  - Le Pianiste (năm 2003): phim hay nhất, đạo diễn (Roman Polanski), nam diễn viên (Adrien Brody), nhạc phim (Wojciech Kilar), quay phim (Pavel Edelman), dàn cảnh (Allan Starski) và âm thanh (Jean-Marie Blondel, Gérard Hardy & Dan Humphreys).
  - Séraphine (năm 2009): phim hay nhất, nữ diễn viên chính (Yolande Moreau), thiết kế trang phục, nhạc phim, kịch bản, quay phim, dàn cảnh.
- 6 giải César
  - Thérèse: phim hay nhất, đạo diễn hay nhất (Alain Cavalier), kịch bản (Alain Cavalier & Camille de Casabianca), nữ diễn viên triển vọng (Catherine Mouchet), quay phim (Philippe Rousselot) và biên tập (Isabelle Dedieu).
- 5 giải César
  - Tchao Pantin (năm 1985): nam diễn viên chính hay nhất (Coluche), nam diễn viên triển vọng, nam diễn viên phụ (Richard Anconina), quay phim (Bruno Nuytten), âm thanh (Gérard Lamps & Jean Labussière).
  - Camille Claudel (năm 1989): phim hay nhất, nữ diễn viên chính (Isabelle Adjani), quay phim (Pierre Lhomme), dàn cảnh (Bernard Vezat), thiết kế trang phục (Dominique Borg).
  - Trop belle pour toi (năm 1990): phim hay nhất, đạo diễn (Bertrand Blier), nữ diễn viên chính (Carole Bouquet), kịch bản (Bertrand Blier), biên tập (Claudine Merlin).
  - Indochine (Đông Dương) (năm 1993): nữ diễn viên chính xuất sắc nhất (Catherine Deneuve), nữ diễn viên phụ (Dominique Blanc), quay phim (François Cantonné), dàn cảnh (Jacques Bufnoir), âm thanh (Dominique Hennequin & Guillaume Sciama).
  - Smoking / No Smoking (năm 1994): phim hay nhất, đạo diễn (Alain Resnais), nam diễn viên chính (Pierre Arditi), kịch bản (Jean-Pierre Bacri & Agnès Jaoui), dàn cảnh (Jacques Saulnier).
  - La Reine Margot (năm 1995): nữ diễn viên chính (Isabelle Adjani), nam diễn viên phụ (Jean-Hugues Anglade), nữ diễn viên phụ (Virna Lisi), quay phim (Philippe Rousselot), thiết kế trang phục (Moidele Bickel).
  - Microcosmos (năm 1997): giải cho nhà sản xuất (Jacques Perrin), quay phim (Claude Nuridsany, Marie Pérennou), nhạc phim (Bruno Coulais), biên tập (Marie-Josèphe Yoyotte & Florence Ricard), âm thanh (Philippe Barbeau).
  - Un long dimanche de fiançailles (năm 2005): nữ diễn viên phụ (Marion Cotillard), nam diễn viên triển vọng (Gaspard Ulliel), quay phim (Bruno Delbonnel), dàn cảnh (Alice Bonetto), thiết kế trang phục (Madeline Fontaine)
  - Lady Chatterley (năm 2007): phim hay nhất, nữ diễn viên chính (Marina Hands), kịch bản chuyển thể (Pascale Ferran, Roger Bohbot & Pierre Trividic), quay phim (Julien Hirsch), thiết kế trang phục (Marie-Claude Altot).
  - La Môme (năm 2008): nữ diễn viên chính (Marion Cotillard), nhạc phim (Laurent Zeilig, Pascal Villard & Jean-Paul Hurler), quay phim (Tetsuo Nagata), dàn cảnh (Olivier Raoux), thiết kế trang phục (Marit Allen).

### Đạo diễn
- Các đạo diễn đoạt nhiều giải César: 
  - Bertrand Tavernier: 7 đề cử, đoạt 2 giải César (Que la fête commence, Capitaine Conan)
  - Alain Resnais: 6 đề cử, đoạt 2 giải César (Providence, Smoking / No smoking)
  - Jean-Jacques Annaud: 4 đề cử, đoạt 2 giải César (La Guerre du feu, L’Ours).
  - Claude Sautet: 4 đề cử, đoạt 2 giải César (Un cœur en hiver, Nelly et Monsieur Arnaud)
  - Roman Polanski: 2 đề cử, đoạt 2 giải César (Tess, Le Pianiste)
  - Abdellatif Kechiche: 2 đề cử, đoạt 2 giải César (L'Esquive, La Graine et le mulet)

### Diễn viên
Nữ diễn viên đoạt nhiều giải César nhất, là Isabelle Adjani với 4 giải César cho nữ diễn viên chính xuất sắc nhất trong 7 đề cử. Nam diễn viên chính đoạt nhiều giải César nhất, là Michel Serrault với 3 giải César cho nam diễn viên chính xuất sắc nhất trong 8 đề cử.
Dưới đây là danh sách các diễn viên đoạt nhiều giải và được nhiều đề cử trong các thể loại khác nhau.
- Nam diễn viên:
  - Michel Serrault: 8 đề cử, đoạt 3 giải César (La Cage aux folles, Garde à vue, Nelly et Monsieur Arnaud)
  - André Dussolier: 7 đề cử, đoạt 3 giải César (Un cœur en hiver, On connaît la chanson, La Chambre des officiers)
  - Jean Rochefort: 6 đề cử, đoạt 3 giải César (Quel la fête commence, Le Crabe-tambour, César d'honneur 1999)
  - Jean Carmet: 5 đề cử, đoạt 3 giải César (Les Misérables, Merci la vie, César d'honneur 1994)
  - Mathieu Amalric: 3 đề cử, đoạt 3 giải César (Comment je me suis disputé...(ma vie sexuelle), Rois et Reine, Le Scaphandre et le papillon)
  - Gérard Depardieu: 15 đề cử, đoạt 2 giải César (Le Dernier Métro, Cyrano de Bergerac)
  - Daniel Auteuil: 12 đề cử, đoạt 2 giải César (Jean de Florette, La Fille sur le pont)
- Nữ diễn viên:
  - Isabelle Adjani: 7 đề củ, đoạt 4 giải César (Possession, L’Été meurtrier, Camille Claudel, La Reine Margot)
  - Nathalie Baye: 9 đề cử, đoạt 4 giải César (Sauve qui peut (la vie), Une étrange affaire, La Balance, Le Petit Lieutenant)
  - Dominique Blanc: 7 đề cử, đoạt 4 giải César (Milou en mai, Indochine, Ceux qui m’aiment prendront le train, Stand-by).
  - Annie Girardot: 4 đề cử, đoạt 3 giải César (Docteur Françoise Gailland, Les Misérables, La Pianiste)
  - Julie Depardieu: 4 đề cử, đoạt 3 giải César (La Petite Lili, Un secret)
  - Jeanne Moreau: 3 đề cử, đoạt 3 giải César (La Vieille qui marchait dans la mer, César d'honneur 1995, Super César d'honneur 2008: 60 ans de cinéma)
  - Isabelle Huppert: 13 đề cử, đoạt 1 giải César (La Céremonie)

### Kịch bản
- - Jean-Pierre Bacri & Agnès Jaoui: 5 đề cử, đoạt 4 giải César (Smoking / No Smoking, Un air de famille, On connaît la chanson, Le Goût des autres)
  - Bertrand Tavernier: 8 đề cử, đoạt 3 giải César (Que la fête commence, Le Juge et l'assassin, Un dimanche à la campagne)
  - Bertrand Blier: 6 đề cử, đoạt 3 giải César (Buffet froid, Notre histoire, Trop belle pour toi)
  - Jean Aurenche: 4 đề cử, đoạt 3 giải César (Que la fête commence, Le Juge et l'assassin, L'Étoile du Nord)
  - Coline Serreau: 3 đề cử, đoạt 2 giải César (Trois hommes et un couffin, La Crise)
  - Jacques Audiard: 4 đề cử, đoạt 2 giải César (Sur mes lèvres, De batrre mon cœur s'est arrêté)
  - Tonino Benacquista: 2 đề cử, đoạt 2 giải César (Sur mes lèvres, De battre mon cœur s'est arrêté)
  - Abdellatif Kechiche: 2 đề cử, đoạt 2 giải César (L'Esquive, La Graine et le mulet)

### Kỹ thuật
- Quay phim:
  - Thierry Arbogast: 8 đề cử, đoạt 3 giải César (Le Hussard sur le toit, Le Cinquième Élément, Bon voyage)
  - Philippe Rousselot: 6 đề cử, đoạt 3 giải César (Diva, Thérèse, La Reine Margot)
  - Yves Angelo: 6 đề cử, đoạt 3 giải ésar (Nocturne indien, Tous les matins du monde, Germinal)
- Dàn cảnh:
  - Jacques Saulnier: 10 đề cử, đoạt 3 giải César (Providence, Un amour de Swann, Smoking / No Smoking)
  - Alexandre Trauner: 7 đề cử, đoạt 3 giải César (Monsieur Klein, Don Giovanni, Subway)
  - Pierre Guffroy: 5 đề cử, đoạt 3 giải César (Que la fête commence, Pirates, Valmont)
- Thiết kế trang phục:
  - Christian Gasc: 4 đề cử, đoạt 3 giải César (Madame Butterfly, Ridicule, Le Bossu)
  - Dominique Borg: 3 đề cử, đoạt 2 giải César (Camille Claudel, Le Pacte des loups)
  - Caroline de Vivaise: 3 đề cử, đoạt 2 giải César (Germinal, Gabrielle)
- Biên tập:
  - Noëlle Boisson: 6 đề cử, đoạt 4 giải César (Qu'est-ce qui fait courir David?, L'Ours, Cyrano de Bergerac, Deux frères)
  - Marie-Josèphe Yoyotte: 5 đề cử, đoạt 3 giải César (Police python 357, Microcosmos, Le Peuple migrateur)
  - Juliette Welfling: 5 đề cử, đoạt 3 giải César (Regarde les hommes tomber, De battre mon cœur s'est arrêté, Le Scaphandre et le papillon)
- Âm thanh:
  - Pha trộn âm thanh
    - Gérard Lamps: 18 đề cử, đoạt 7 giải César (Tchao Pantin, Subway, Le Grand Bleu, Tous les matins du monde, Harry, un ami qui vous vaut du bien, Pas sur la bouche, La Marche de l'empereur)
    - Dominique Hennequin: 17 đề cử, đoạt 5 giải César (Carmen, Monsieur Hire, Cyrano de Bergerac, Indochine, Le Hussard sur le toit)

  - Chef-opérateur du son
    - Pierre Gamet: 15 đề cử, đoạt 4 giải César (Clair de femme, Cyrano de Bergerac, Tous les matins du monde, Le Hussard sur le toit)

### Nhạc phim
- - Georges Delerue: 8 đề cử, đoạt 3 giải César (Préparez vos mouchoirs, L'Amour en fuite, Le Dernier Métro)
  - Bruno Coulais: 5 đề cử, đoạt 3 giải César (Microcosmos, Himalaya, l'enfance d'un chef, Les Choristes)
  - Michel Portal: 4 đề cử, đoạt 3 giải César (Le Retour de Martin Guerre, Les Cavaliers de l'orage, Champ d'honneur)

## Các chủ tịch
| - 1976: Jean Gabin - 1977: Lino Ventura - 1978: Jeanne Moreau - 1979: Charles Vanel - 1980: Jean Marais - 1981: Yves Montand - 1982: Orson Welles - 1983: Catherine Deneuve - 1984: Gene Kelly - 1985: Simone Signoret - 1986: Madeleine Renaud & Jean-Louis Barrault - 1987: Sean Connery | - 1988: Milos Forman - 1989: Peter Ustinov - 1990: Kirk Douglas - 1991: Sophia Loren - 1992: Michèle Morgan - 1993: Marcello Mastroianni - 1994: Gérard Depardieu - 1995: Alain Delon - 1996: Philippe Noiret - 1997: Annie Girardot - 1998: Juliette Binoche - 1999: Isabelle Huppert - 2000: Alain Delon (lần thứ 2) | - 2001: Daniel Auteuil - 2002: Nathalie Baye - 2003: Pas de Président - 2004: Fanny Ardant - 2005: Isabelle Adjani - 2006: Carole Bouquet - 2007: Claude Brasseur - 2008: Jean Rochefort - 2009: Charlotte Gainsbourg |

## Lễ trao giải, được truyền hình trực tiếp
Lễ trao giải César đưọoc truyền hình trực tiếp trên các đài truyền hình công cộng (Antenne 2, rồi France 2) từ lần đầu tiên, năm 1976 tới 1993. Từ năm 1994, đài Canal+ chính thức phát sóng truyền hình trực tiếp buổi lễ này.
| Kỳ giải           | Ngày tháng | Địa điểm                   | Đài TV    | Trưởng ban lễ                        |
| ----------------- | ---------- | -------------------------- | --------- | ------------------------------------ |
| Giải César lần 1  | 3.4.1976   | Palais des congrés         | Antenne 2 | Pierre Tchernia                      |
| Giải César lần 2  | 19.2.1977  | Salle Pleyel               | Antenne 2 | Pierre Tchernia                      |
| Giải César lần 3  | 4.2.1978   | Salle Pleyel               | Antenne 2 | Pierre Tchernia                      |
| Giải César lần 4  | 3.2.1979   | Salle Pleyel               | Antenne 2 | Pierre Tchernia et divers acteurs    |
| Giải César lần 5  | 2..2.1980  | Salle Pleyel               | Antenne 2 | Pierre Tchernia                      |
| Giải César lần 6  | 31.1.1981  | Palais des Congrès         | Antenne 2 | Pierre Tchernia                      |
| Giải César lần 7  | 27.2.1982  | Salle Pleyel               | Antenne 2 | Pierre Tchernia et Jacques Martin    |
| Giải César lần 8  | 26.2.1983  | Cinéma Le Rex              | Antenne 2 | Jean-Claude Brialy                   |
| Giải César lần 9  | 3..4.1984  | Théâtre de l'Empire        | Antenne 2 | Divers acteurs                       |
| Giải César lần 10 | 3.2.1985   | Théâtre de l'Empire        | Antenne 2 | Divers acteurs                       |
| Giải César lần 11 | 22.2.1986  | Palais des Congrès         | Antenne 2 | Michel Drucker                       |
| Giải César lần 12 | 7.3.1987   | Palais des Congrès         | Antenne 2 | Divers présentateurs                 |
| Giải César lần 13 | 12.3.1988  | Palais des Congrès         | Antenne 2 | Michel Drucker et Jane Birkin        |
| Giải César lần 14 | 4.3.1989   | Théâtre de l'Empire        | Antenne 2 | Divers présentateurs                 |
| Giải César lần 15 | 4..3.1990  | Théâtre des Champs-Elysées | Antenne 2 | Eve Ruggieri                         |
| Giải César lần 16 | 9.3.1991   | Théâtre des Champs-Elysées | Antenne 2 | Divers acteurs                       |
| Giải César lần 17 | 22.2.1992  | Palais des Congrès         | Antenne 2 | Frédéric Mitterrand                  |
| Giải César lần 18 | 8.3.1993   | Théâtre des Champs-Elysées | France 2  | Frédéric Mitterrand                  |
| Giải César lần 19 | 26.2.1994  | Théâtre des Champs-Elysées | Canal +   | Fabrice Luchini & Clémentine Célarié |
| Giải César lần 20 | 25.2.1995  | Palais des Congrès         | Canal +   | Không có trưởng ban                  |
| Giải César lần 21 | 3.2.1996   | Théâtre des Champs-Elysées | Canal +   | Antoine de Caunes                    |
| Giải César lần 22 | 8.2.1997   | Théâtre des Champs-Elysées | Canal +   | Antoine de Caunes                    |
| Giải César lần 23 | 28.2.1998  | Théâtre des Champs-Elysées | Canal +   | Antoine de Caunes                    |
| Giải César lần 24 | 6.3.1999   | Théâtre des Champs-Elysées | Canal +   | Antoine de Caunes                    |
| Giải César lần 25 | 19.2.2000  | Théâtre des Champs-Elysées | Canal +   | Alain Chabat                         |
| Giải César lần 26 | 24.2.2001  | Théâtre des Champs-Elysées | Canal +   | Edouard Baer                         |
| Giải César lần 27 | 2.2.2002   | Théâtre du Châtelet        | Canal +   | Edouard Baer                         |
| Giải César lần 28 | 22.2.2003  | Théâtre du Châtelet        | Canal +   | Géraldine Pailhas                    |
| Giải César lần 29 | 21.2.2004  | Théâtre du Châtelet        | Canal +   | Gad Elmaleh                          |
| Giải César lần 30 | 26.2.2005  | Théâtre du Châtelet        | Canal +   | Gad Elmaleh                          |
| Giải César lần 31 | 25.2.2006  | Théâtre du Châtelet        | Canal +   | Valérie Lemercier                    |
| Giải César lần 32 | 24.2.2007  | Théâtre du Châtelet        | Canal +   | Valérie Lemercier                    |
| Giải César lần 33 | 22.2.2008  | Théâtre du Châtelet        | Canal +   | Antoine de Caunes                    |
| Giải César lần 34 | 27..22009  | Théâtre du Châtelet        | Canal +   | Antoine de Caunes                    |

## Giải César và các vé xem phim được bán ở Pháp
Các vé của các phim đoạt giải César cho phim hay nhất từ năm 1995, được bán ở Pháp:
| Năm  | Phim                                 | Vé vào cửa |
| 1995 | Les Roseaux sauvages                 | 589.000    |
|      | Le Fils préféré                      | 767.000    |
|      | Léon                                 | 3.506.000  |
|      | La Reine Margot                      | 2.003.000  |
|      | Trois couleurs: Rouge                | 750.000    |
| 1996 | La Haine                             | 2.042.000  |
|      | Le bonheur est dans le pré           | 4.931.000  |
|      | La Cérémonie                         | 1.000.000  |
|      | Gazon maudit                         | 3.990.000  |
|      | Le Hussard sur le toit               | 2.552.000  |
|      | Nelly et Monsieur Arnaud             | 1.150.000  |
| 1997 | Ridicule                             | 2.064.000  |
|      | Capitaine Conan                      | 581.000    |
|      | Microcosmos                          | 3.300.000  |
|      | Pédale douce                         | 3.974.000  |
|      | Un air de famille                    | 2.442.000  |
|      | Les Voleurs                          | 922.000    |
| 1998 | On connaît la chanson                | 2.649.000  |
|      | Le Bossu                             | 2.328.000  |
|      | Le Cinquième Élément                 | 7.696.000  |
|      | Marius et Jeannette                  | 2.654.000  |
|      | Western                              | 1.020.000  |
| 1999 | La Vie rêvée des anges               | 1.450.000  |
|      | Ceux qui m'aiment prendront le train | 511.000    |
|      | Le Dîner de cons                     | 9.243.000  |
|      | Place Vendôme                        | 934.000    |
|      | Taxi                                 | 6.464.000  |
| 2000 | Vénus beauté (institut)              | 1.328.000  |
|      | Les Enfants du marais                | 2.136.000  |
|      | Est-Ouest                            | 563.000    |
|      | La Fille sur le pont                 | 663.000    |
|      | Jeanne d'Arc                         | 2.991.000  |
| 2001 | Le Goût des autres                   | 3.859.000  |
|      | Les Blessures assassines             | 345.000    |
|      | Harry, un ami qui vous veut du bien  | 1.971.000  |
|      | Saint-Cyr                            | 450.000    |
|      | Une affaire de goût                  | 480.000    |
| 2002 | Le Fabuleux destin d'Amélie Poulain  | 8.635.000  |
|      | La Chambre des officiers             | 659.000    |
|      | Chaos                                | 1.183.000  |
|      | Sous le sable                        | 700.000    |
|      | Sur mes lèvres                       | 600.000    |
| 2003 | Le Pianiste                          | 1 775.000  |
|      | 8 Femmes                             | 3.711.000  |
|      | Amen                                 | 1.306.000  |
|      | L'auberge espagnole                  | 2.972.000  |
|      | Être et avoir                        | 1.626.000  |
| 2004 | Les invasions barbares               | 1.302.000  |
|      | Bon voyage                           | 798.000    |
|      | Pas sur la bouche                    | 643.000    |
|      | Les Sentiments                       | 1.236.000  |
|      | Les Triplettes de Belleville         | 775.000    |
| 2005 | L'Esquive                            | 420.000    |
|      | 36 Quai des Orfèvres                 | 2.090.000  |
|      | Les Choristes                        | 8.667.000  |
|      | Rois et reine                        | 541.000    |
|      | Un long dimanche de fiançailles      | 4.455.000  |
| 2006 | De battre mon cœur s'est arrêté      | 1.212.000  |
|      | L'Enfant                             | 377.000    |
|      | Joyeux Noël                          | 2.013.000  |
|      | Le Petit Lieutenant                  | 641.000    |
|      | Va, vis et deviens                   | 460.000    |
| 2007 | Lady Chatterley                      | 405.000    |
|      | Indigènes                            | 3.150.000  |
|      | Je vais bien ne t'en fais pas        | 890.000    |
|      | Ne le dis à personne                 | 3.080.000  |
|      | Quand j'étais chanteur               | 944.000    |